# Strumigenys producta
Strumigenys producta är en myrart som beskrevs av Brown 1953. Strumigenys producta ingår i släktet Strumigenys och familjen myror. Inga underarter finns listade i Catalogue of Life.